# Lynchia tarsata
Lynchia tarsata är en tvåvingeart som beskrevs av Maa 1969. Lynchia tarsata ingår i släktet Lynchia och familjen lusflugor.
Artens utbredningsområde är Thailand. Inga underarter finns listade i Catalogue of Life.